# Sokoto
Sokoto er en by i det nordlige Nigeria, med et indbyggertal (pr. 2006) på cirka 583.000. Byen er hovedstad i delstaten af samme navn, og ligger tæt på grænsen til nabolandet Niger. 